# Joc del 15

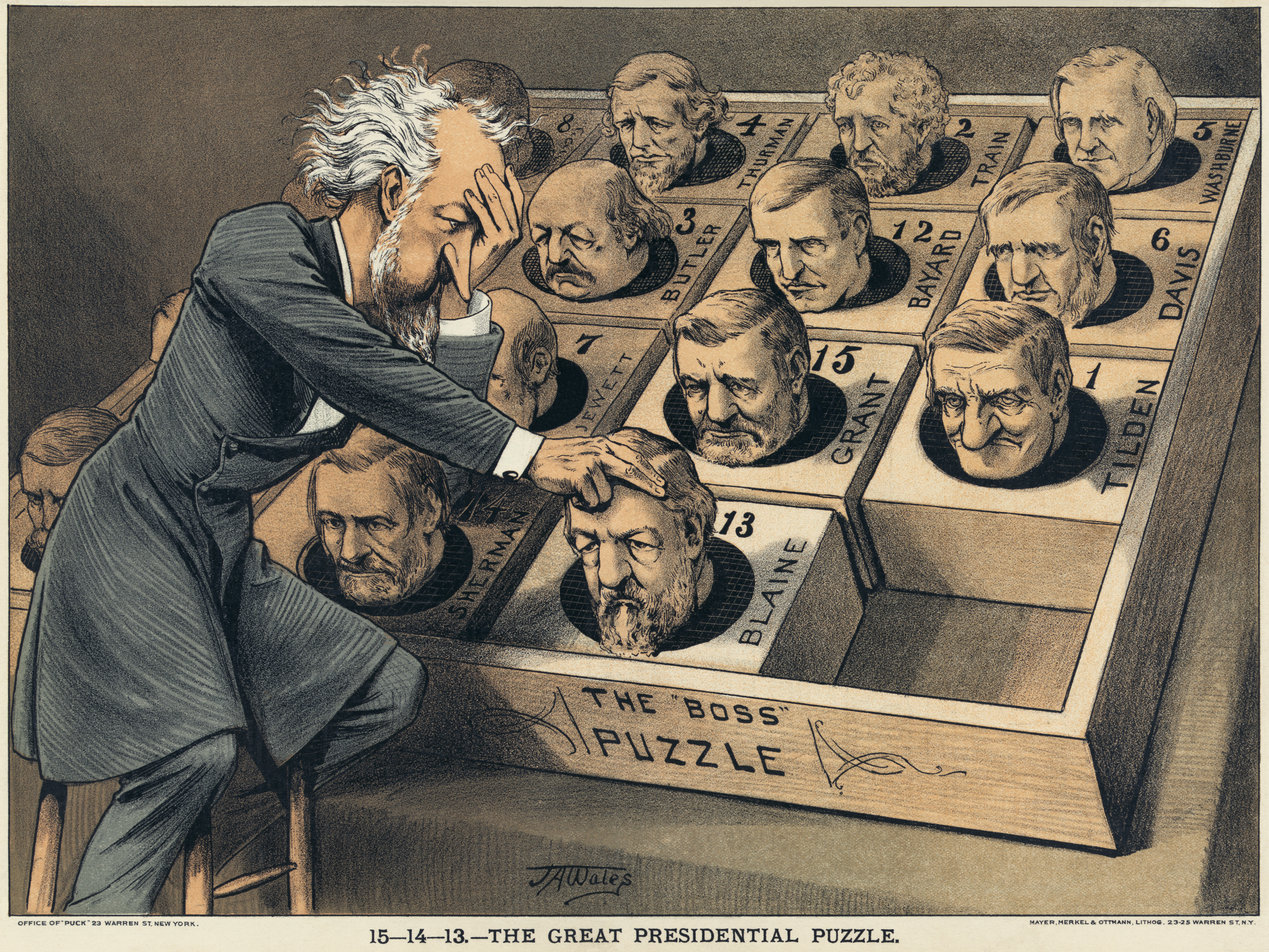
Caricatura sobre la selecció del candidat republicà a la presidència dels EUA en 1880

El joc del 15 o taken, en català també conegut com a embolic, és un joc de lliscament de peces que presenten un determinat ordre inicial dins d'una petita capsa quadrada. Té el seu origen als Estats Units, al segle xix.

## El joc

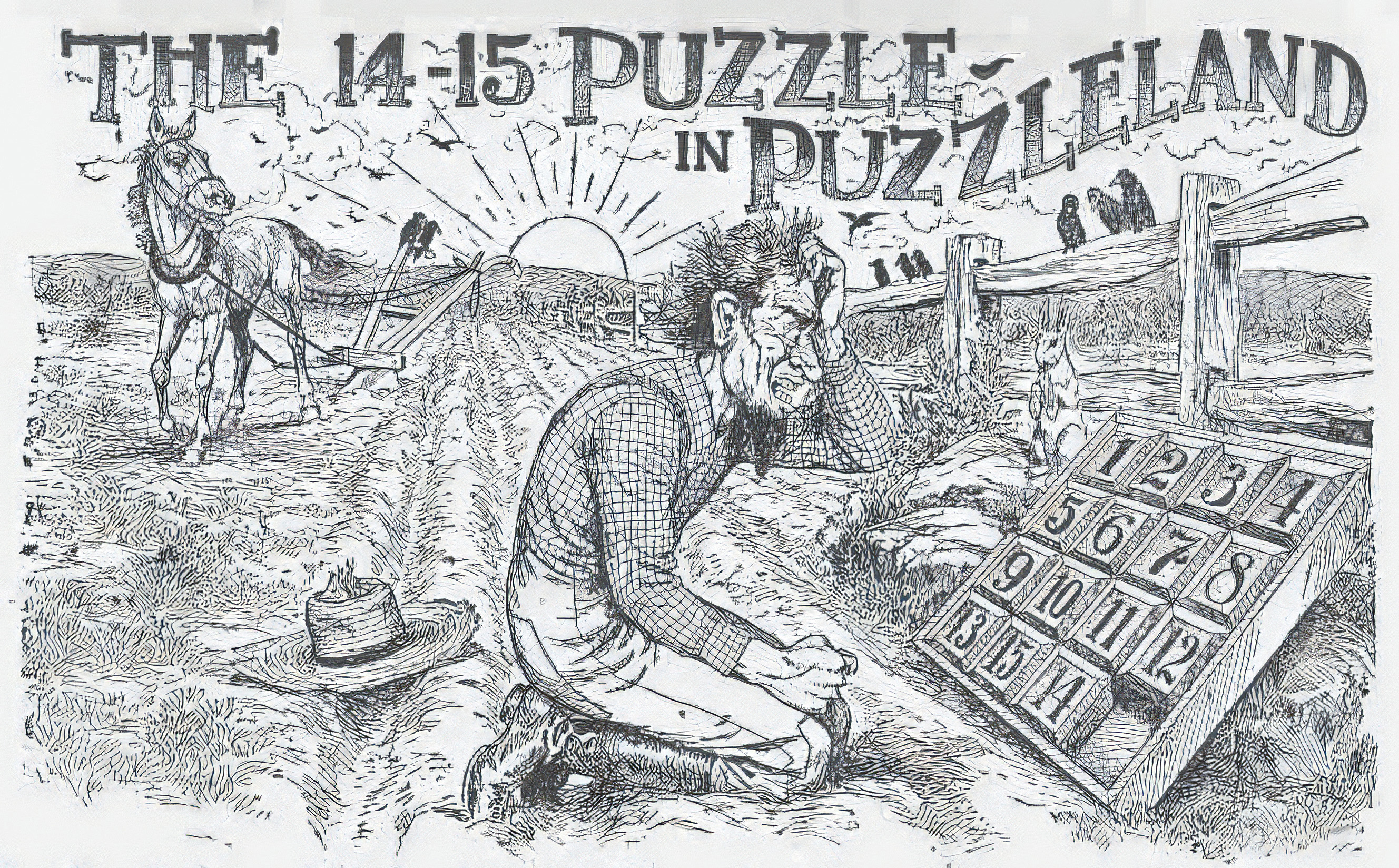
Aiguafort de 1914 representant un pagès de genolls davant un trencaclosques del 15 (1914)

El taken és una capseta formada per 16 caselles de les quals només quinze estan ocupades, de manera desordenada, i s'han d'ordenar fent-les lliscar gràcies a la casella buida. El trencaclosques està resolt quan els dígits 1-15 estan ordenats i l'espai en blanc es troba al final. Existeixen variants, per exemple en alguns casos en comptes de nombres cada fitxa conté un fragment d'imatge i l'objectiu és obtenir la imatge sencera, de forma similar a un puzle.

## Història
El joc ha estat durant molt temps atribuït a l'expert en trencaclosques Sam Loyd als Estats Units a finals de la dècada de 1870. No obstant això, hi ha fonts que diuen que el seu veritable autor va ser Noyes Palmer Chapman.

### La febre del taken
Al 1880 el joc del 15 es va convertir en un veritable furor social que es va estendre pels Estats Units i per Europa. Aquesta popularitat s'originà al fet que un any abans s'havia demostrat matemàticament que algunes configuracions inicials eren impossibles de resoldre; al saber-ho, Sam Loyd va publicar-ne una d'elles a un diari novaiorquès, concretament el cas amb el 14 i 15 girats, sovint anomenat The 14-15 puzzle, oferint 1.000 dòlars a qui aconseguís resoldre'l. Tot i tractar-se d'un trencaclosques impossible hi va haver gent que va reclamar el premi intentant demostrar que havia estat resolt, però evidentment ningú va guanyar la recompensa.